# Hibiscus costatus
Hibiscus costatus är en malvaväxtart som beskrevs av Achille Richard. Hibiscus costatus ingår i Hibiskussläktet som ingår i familjen malvaväxter. Inga underarter finns listade i Catalogue of Life.